# Sophie von Baudissin

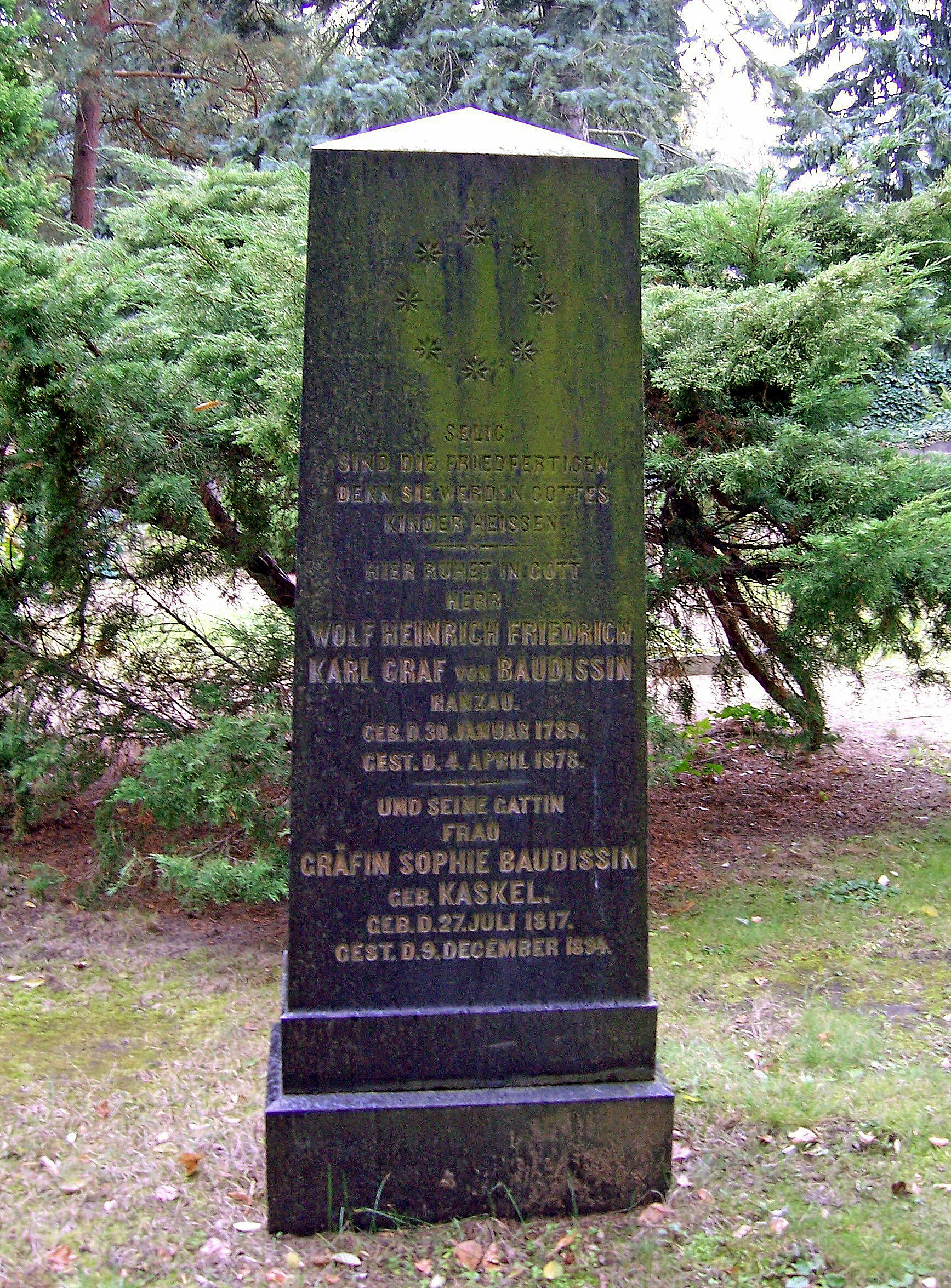
Grab Sophie von Baudissins auf dem Trinitatisfriedhof Dresden

Sophie Gräfin von Baudissin, geb. Kaskel (* 27. Juli 1817 in Dresden; † 9. Dezember 1894 ebenda) war eine deutsche Pianistin, Komponistin und Schriftstellerin. Sie veröffentlichte in den 1840ern und 1880ern mehrere Klavierwerke und Lieder. Unter verschiedenen Pseudonymen schrieb sie Bücher für Kinder und Jugendliche. Sie war die zweite Ehefrau des Shakespeare-Übersetzers Wolf Heinrich Graf von Baudissin.

## Leben
Sophie von Baudissin wurde als Tochter des sächsischen Hofbankiers Michael Kaskel und der Sara Schlesinger (1774–1858) in Dresden geboren. Ihr ältester Bruder war der Bankier Carl Kaskel. Sie erhielt Klavierunterricht bei Adolph Henselt und Johann Peter Pixis sowie Kompositionsunterricht bei Ferdinand Hiller. Öffentliche Konzerte sind nicht nachgewiesen, vermutlich trat sie nur privat auf. Im Herbst 1840 heiratete sie den Diplomaten und Übersetzer Wolf Heinrich Graf von Baudissin, dem sie in den folgenden Jahren bei seiner Arbeit unterstützend zur Seite stand. Ihr Wohnhaus in Dresden wurde der gesellschaftliche Mittelpunkt bedeutender Künstler und Gelehrter wie Hans Christian Andersen, Clara Schumann und Felix Mendelssohn Bartholdy. Im Jahr 1878 wurde Sophie von Baudissin Witwe und verstarb 1894. Sie wurde neben ihrem Ehemann auf dem Trinitatisfriedhof in Dresden beigesetzt.
Carl Gottlieb Reißiger, Hofkapellmeister in Dresden, widmete ihr sein 1836 erschienenes Trio Nr. 9 op. 103.

## Wirken
Sophie von Baudissin veröffentlichte unter den Pseudonymen Aurelie, Tante Aurelie und Gowenz Literatur für Kinder und Jugendliche. Ihr Gesamtwerk lässt sich unterteilen in Märchen für Kinder, Zusammenstellungen von fremden und eigenen Erzählungen für Jugendliche und einen Theateralmanach für die Jugend, der 1849 erschien. Zudem veröffentlichte sie eigene Beiträge in Thekla von Gumperts Töchteralbum. Neben ihrer schriftstellerischen Tätigkeit hinterließ Sophie von Baudissin auch ein musikalisches Œuvre.

## Kompositionen (Auswahl)

### Klavierwerke
- Feuilles d’Album für Klavier. Leipzig: Breitkopf & Härtel 1843.
- Impromptu. Dresden: Meser 1844.
- Drei Lieder ohne Worte für Klavier, op. 2. Berlin: Challier & Co. 1884.
- Variationen a-Moll über ein eigenes Thema für zwei Klavier zu vier Händen, op. 8. Berlin: Challier & Co 1887.
- Acht kleine Stücke für Pianoforte, op. 9. Berlin: C. A. Challier & Co. 1889.
- Zwei Clavierstücke (Auf dem Marsche; Am Bache), op. 10. Berlin: C. A. Challier & Co. 1890.
- Träumereien - Kleine Charakterstücke für Pianoforte, op. 11. Berlin: C. A. Challier & Co. 1892.

### Lieder
- Drei Lieder für eine Singstimme mit Klavier, op. 4. Berlin: Challier & Co. 1884.
- Sechs Lieder für eine Singstimme mit Klavierbegleitung, op. 5. Berlin: Challier & Co. 1884.
- Lied "Ich fuhr von Sanct Goar" für eine Singstimme und Klavierbegleitung, op. 6. Berlin: C. A. Challier & Co. 1885.
- Sechs Lieder für eine Singstimme mit Klavier und Violoncello (Vcl.-stimme revidiert und mit Bezeichnung versehen von Friedrich Grützmacher), op. 7. Berlin: Challier & Co. 1885.

## Literarische Werke (Auswahl)

### Märchen und Erzählungen für Kinder
- Kinder- und Novellenmärchen. Ihren Neffen und Nichten erzählt von Tante Aurelie. Mit 4 fein ill. Bildern. Potsdam, Jahnke, Potsdam 1849. (Digitalisat)
- Märchen für Kinder, erzählt von Aurelie. Springer, Berlin 1860. (Digitalisat)
- Geschichten der Großmutter. Für Kinder von 6 bis 10 Jahren von Aurelie. Mit 8 Bilder in Farbdruck. Lechner, Wien 1865.
- Kinder- und Jugend - Mährchen, erzählt von Aurelie. Mit 8 Bildern in Farbdruck nach Zeichnungen von Wilhelm Schäfer. Oehmigke, Leipzig 1861. 3. verm. Aufl. 1870.
- Mährchen für Kinder. Erzählt von Aurelie. Mit 3 Zeichnungen in Farbdr. von Ludwig Berger. Springer, Berlin 1861. (Digitalisat) 2. veränd. u. verm. Aufl. 1875.
- Kleine Geschichten für kleine Leute. Perthes, Gotha 1884.
- Kindermärchen. Unilon Deutsche Verlags-Gesellschaft, Stuttgart 1891.

### Erzählungen für Jugendliche

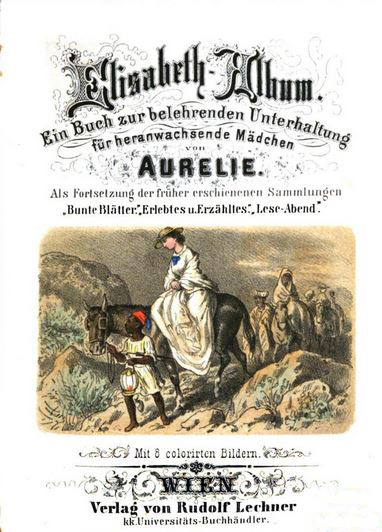
Elisabeth-Album

- Die Stieftochter.  Eine Erzählung für die reifere weibliche Jugend. Hallberger, Stuttgart 1853.
- Der Opal: Die Stieftochter. Eine Erzählung für die reifere weibliche Jugend. Hallberger, Stuttgart 1858. 3. verbesserte Auflage 1865.
- Mährchen für die Jugend (2. Aufl., 1861)[1]
- Aus Süd und Nord. Briefe junger heranwachsender Mädchen. Springer, Berlin 1862.
- Erzählungen für Mädchen von zwölf bis fünfzehn Jahren. Springer, Berlin 1862. (Digitalisat)
- Erlebtes und Erzähltes. Für heranwachsende Mädchen von Aurelie. Mit 8 color. Bildern. Lechner, Wien 1863.(Digitalisat)
- Der Lese-Abend bei Elisabeth. Ein Buch zur Unterhaltung und Belehrung heranwachsender Mädchen. Als Fortsetzung der früher erschienenen Bunte Blätter und Erlebtes und Erzähltes. Lechner, Wien 1863. (Digitalisat)
- Resi. Eine Erzählung für die reifere weibliche Jugend. Oehmigke, Leipzig 1864.
- Elisabeth-Album. Ein Buch zur belehrenden Unterhaltung für heranwachsende Mädchen. Als Fortsetzung der früher erschienenen Sammlungen Bunte Blätter, Erlebtes u. Erzähltes, Lese-Aben. Lechner, Wien 1865. (Digitalisat)
- Elisabeths Mußestunden. Ein Buch zur belehrenden Unterhaltung für heranwachsende Mädchen. Lechner, Wien 1865.
- Der Opal. Eine Erzählung für die reifere weibliche Jugend. Mit 1 Titelbild. Springer, Berlin 1862. (3. Aufl., 1865).
- Zweierlei Brüder. Eine vaterländische Geschichte aus der Zeit der Fremdherrschaft und der Befreiungskriege. Der deutschen Jugend gewidmet. Mit 4 Bildern nach Originalzeichnungen von Carl Rechlin. 2. Aufl. Oehmigke, Neu-Ruppin 1868. (Jugendschriften von Aurelie, Bd. 15).
- Neues Elisabeth-Album. Gesammelt zur Unterhaltung und Belehrung heranwachsender Mädchen. Oehmigke, Neu-Ruppin 1874.
- Der Pflegesohn. Eine Erzählung für die reifere Jugend. Hallberger, Stuttgart 1875.
- Jugendmärchen. Union Deutsche Verlagsgesellschaft, Stuttgart/Berlin/Leipzig 1891.
- Der Johannistag. Oehmigke, Einbeck 1896.
- Die Töchter des Farmers. Oehmigke, Einbeck 1896.
- Wer ist reich? Oehmigke, Einbeck 1896.

### Theater
- Theater-Almanach für die Jugend, enthält Die kleine Haushälterin, Der Berggeist, Die Fußreise, Die Geburtstagsfeier, Selbstüberschätzung, Die Pantoffeln des Abu Casern. Mit kolorierten Lithogr. von Johann Baptist Sonderland. 2 Bände. Hallberger, Stuttgart 1849–1850.
- Theater für die Jugend. (2. vermehrte Aufl. des Theater-Almanachs, 1861.)
- Theater für die Jugend. Zum Aufführen im Familienkreise. 3. verb. Auflage. Mit 4 Bildern in Farbdr. Oehmigke, Leipzig 1876.